# Карл Наґ
Карл Наґ (норв. Karl Nag, 10 листопада 1893 — 9 серпня 1975) — норвезький академічний веслувальник.
Бронзовий призер Олімпійських Ігор 1920 року в складі вісімки.